# عن عمد اسمع تسمع (كتاب)
عن عمد اسمع تسمع كتاب للدكتور يوسف إدريس  يتضمن مجموعة مقالات (37 مقالة) صدر عن دار مكتبة غريب بالقاهرة، في حوالي 200 صفحة، عام 1980. يناقش يوسف إدريس في كتابه مشاكل المجتمع المصري، والدولة المصرية، والإنسان المصري، متفرداً أيضاً بوجهة نظر عن الكتابة والفن والسياسة.

## تعليق إدريس على كتابه
نشرت صحيفة أخبار اليوم في 7 يوليو 2021 حديث قديم للدكتور يوسف إدريس عن مقالات كان يكتبها في يوم الاثنين من كل اسبوع، على صفحات جريدة الاهرام تحت عنوان «من مفكرة يوسف إدريس»، وتم تجميع هذه المقالات في هيئة كتب صدرت تباعاً، وكتابه هذا «عن عمد اسمع تسمع» هو احدها، قال: «هذه الكتب التي أصدرتُها منذ بدأت كتابة باب «من مفكرة يوسف إدريس» في الأهرام كل يوم إثنين، ألقَتْ عليَّ شخصيًّا وعلى الحركة الثقافية والفنية المصرية والعربية سؤالًا لا يزال إلى اليوم مطروحًا، ولا زلتُ أُواجَه بالتساؤل في كل مكان: لماذا قلَّلتَ كثيرًا من إنتاجك القصصي والمسرحي، وكدتَ تتفرَّغ لكتابة المفكرة؟ صحيح إنها هامة - هكذا يقول المتحدث أو المتسائل - وتتناول أخطر القضايا الثقافية والسياسية والاجتماعية في حياتنا، ولكننا نضنُّ بكاتب القصة (وهنا يُضْفُون عليَّ ألقابًا لا أعتقد أنى أستحقها)، نضنُّ بهذا الكاتب أن يُنفق جهده في هذا الجانب الصحفى، المفكِّرة، ولا يتفرَّغ كليةً لقصصه ولمسرحه»، ويتابع إدريس شارحاً نوع هذه الكتابة قائلاً: «أيها القراء الطيبون، ما أكتبُه تحت عنوان» من مفكرتي«هو نوع جديد من الكتابة لم يأخذ حظَّه من الشيوع أو الاعتراف في بلادنا العربية، التي تُقسِّم الكتابة تقسيمًا إرهابيًّا متعسفًا، فهى إمَّا قصة قصيرة أو رواية أو مسرحية أو مقالة»، ويخلص إدريس إلى القول: «هذه مقالات» رأي«وليست أعمالًا فنية. والفرق بين مقالة الرأى والعمل الفنى الذي أكتبه، هو الفرق بين أي موضوع تقرؤه في هذا الكتاب وبين هذا الموضوع نفسه لو كُتب على هيئة مقالة رأي، لها مقدمة ومدخل ووسط وعرض ونتيجة، والمسألة في الحقيقة ليست موضوعي البتَّة، وإنما هي موضوع ناقد خلَّاق جريء يتفحَّص الكتب التي أخرجتُها منذ بدأت كتابة المفكرة؛ وهي:» من مفكرة د. يوسف إدريس" جزء أول  وثانٍ، و"الإرادة"، و"جبرتى الستينات «، و«عن عمد اسمع تسمع»، و» بصراحة غير مُطلَقة"، و"اكتشاف قارة"، و"م. د. م«، و» عزف منفرد"، و"خلو البال «، وإذا نظَرَ ذلك الناقد الذي أرجوه بتجرُّد أو بجرأة، وبرؤية تستكشف وتكتشف وتخلق، كما لا بد لأي ناقد حقيقي أن يفعل، فسوف يَطلع علينا برأى - كما ذكره الشاعر الكبير فاروق شوشة في أمسية ثقافية - رأي فيه مفاجأة لنا جميعًا، لكم ولي».

## محتويات الكتاب
من طفل في الخمسين - لماذا لا نزال نكتب - الكاتب عمله أن ينقد - ليس كلامًا في السياسة - الانفتاح إلى الداخل أيضًا - الخطة الجهنمية الجديدة - عن عمد اسمع فتسمع - المستقبل والعنبر - حيرة الكاتب - الخناقة على الطريقة المصرية - التصرف المصري أمام الخطر - أرقام فلكية - تعالّوا إلى كلمة سواء - تحية لهم وعزاء لنا - ليلة العيد - اختراع جميل جدًا - حوار عن المرأة - للموظفين فقط - لمن اخترعت كلمة «الدمث» ؟ - الإسكان تحوّل من أزمة إلى مأساة خلقية - المهم: أي سينما؟ - رماديات - وعن السينما أيضًا - ما دمنا نتكلم عن الفن - الجد واللعب - للشعب الآخر - الفرق بين «الجدّية» و«ثقل الدم» - موضة - جمهورية حسن الإمام - الخبر المزعج - الذكاء الجميل - الذكاء المصري - الطفل الذي يلعب والطريق السريع - قبل أن تنهار عمارة بيومي - كاتب بلاد الغنى والضياع - حوار مع زوج مارلين مونرو - عن كامل الشناوي.

## مقتطفات من الكتاب
لماذا لا نزال نكتب؟ 
نظرت إلى محدّثي مرة ثانية. موظف، واحد من مئات الآلاف من شعبنا الموظف، خريج جامعة يبدو، ولكن الزمن والوظيفة من الواضح أنهما تكفلا به؛ فأحالاه إلى ذلك الجسد السمين والقميص الكالح والبنطلون الأكلح، نظرت إليه؛ ولم آخذ كلماته ببساطة أبداً"، وينهي إدريس مقالته قائلاً: 
"فأول كلمة نزلت على نبينا الكريم كانت كلمة: اقراً. 
والسيد المسيح هو القائل: في البدء كان الكلمة. 
الكلام يا سيدي الموظف القارئ أبدًا ليس أي كلام. وليس كل الكلام مثل كل الكلام. هناك دائمًا أبدًا ما أسميه أنا: الكلمة – الفعل، أي الكلمة التي ليست بديلًا عن الفعل وليست مجرد تفاصح وإظهار للقدرة على القراءة والكتابة، ولكنها الكلمة التي تصدر عن قلب عاناها ويعانيها ويحياها وتحياه بحيث إنه فعلّا ومن الممكن أن يموت في سبيلها. الكلمة الصدق، الكلمة الصدق الفعل، الكلمة التي تغير لأنها تصدر عن متغير، لأنها تصدر عن قرن استشعار اجتماعي خلقه الله ليكون لقومه الموقظ والمنبّه والنذير والمبشر والمهدهد والراعي، والحاكم، المستيقظ إذا ناموا، النائم فقط حين يستيقظون؛ تلك الكلمة وحدها هي التي تشفي اكتئابنا الفردي والجماعي، ففي داخلها كيمياء. الصدق المغير والمحول؛ في داخلها شحن الطاقة الذرية، وإشعاع الحقيقة المعدية، في داخلها يكمن السر.
أعرفتَ الآن يا سيدي القارئ الموظف لماذا لا نزال نكتب؟
ولماذا لا تزال أنت تقراً؟
الكاتب عمله أن ينقد
العودة للكتابة كالعودة لحمل السلاح، لها رهبة فلست أعود باختياري، والفن ليس مزاحًا ووحيًا ومهنةٌ وتخصّصًا كما يحلو للبعض أن يقول، وألف مرة رثيت لأولئك الأصدقاء والزملاء الذين كانوا ينعون علي أني أضيع وقتي في العمل «الإداري» بينما المفروض ألا أفعل شينًا في هذه الحياة إلا الجلوس إلى المكتب وكتابة القصص والمسرحيات. أرثى لهم لأنهم يحيلون بهذا الكاتب إلى حرفي بالضبط إلى ساعاتي جالس طوال النهار إلى مكتب هو الآخر كل الفرق أنه بدلا من تصليح الساعات؛ «يصنع» القصص والمسرحيات. ومن قال إن الكاتب هكذا؟ من قال إن القصص تستجلب من تخصص وجلسة إلى مكتب وتحديق في الفراغ؟ من قال إن الفن صنعة وحرفة ووظيفة؟
عن عمد اسمع فتسمع
عنوان مقالة إدريس هنا تشير إلى أسلوب البحث. يطلب منك أن تبحث في غرفة، ولا تعرف عما تبحث عنه، وتصبح مختلفاً عمن يدخل الغرفة للبحث عن مفتاح فقده فيجده، وهذا هو الذي يبحث عن عمد، ويشير إدريس إلى وقوفه في ميدان طلعت حرب ينظر إلى تمثاله الذي يتوسط الميدان ويجده يتحدث اليه، ويتناول حواره مع التمثال ما فقده المصريين مما تركه لهم طلعت حرب:
«ولا يزال طلعت حرب إلى هذه اللحظة يجأر ويصرخ، عيونه تقدح النار والكلمات من شفتيه كالرصاص تنهمر وتتدفَق، ولكن المشكلة هل من يسمع؟ هل يتوقف أحد ليسمع؟ حاول أنت، مر في الميدان وقف، وتطلَّع إلى ملامح الرجل ووجهه، وكالرعد حتما سيأتيك صوته. المشكلة فقط أن - عن عمد - تذهب، وأن - عن عمد - تتوقف، وأن - عن عمد - تحاول أن تسمع وتفهم ما تسمع فستسمع».

## نقد وتعليقات
كتب محمد عبد الرحمن على موقع صحيفة اليوم السابع في 10 فبراير 2019: "الأديب الكبير يوسف إدريس قال في كتابه "عن عمد اسمع تسمع" تحت عنوان "حوار مع زوج مارلين مونرو": "فليعذرنى القارئ لهذا العنوان، فمارلين مونرو أكثر شهرة بكثير من زوجها عميد المسرح الأمريكى آرثر ميلر"، مشيرًا إلى أن اللقاء الذي جمعه مع الأديب الأمريكى في أحد شوارع نيويورك وبالكاد كان يتعرف عليه أناس قلائل، ما جعل إدريس يتساءل: "ماذا لو كنت سائرا مع مارلين مونرو الآن؟ ألم يكن الشارع كله قد وقف تمامًا عن حركته؟ هكذا الكتاب المساكين دائما يعملون من وراء الستار". يوسف إدريس أيضًا كان صاحب موقف أكثر مقاربة لاعتبار البعض شهرة الكاتب بسبب زواجه مارلين مونرو، فكما يذكر الكاتب أشرف توفيق في كتابه "وقيدت ضد مجهول الملف السرى للموت الغامض"، فإن صاحب رواية "الحرام" حينما قابل "ميللر" في مؤتمر أدبي عام 1988، قال له: "كلمني عن مارلين مونرو، لقد شبعنا من الأدب".

## وصلات خارجية
https://www.hindawi.org/books/13709692/ عن عمد اسمع تسمع (كتاب) 
https://www.goodreads.com/book/show/7240471 عن عمد اسمع تسمع (كتاب)